# Arpaise
Arpaise è un comune italiano di 726 abitanti della provincia di Benevento in Campania.

## Geografia fisica
È sul margine meridionale della provincia, tra Pannarano, Pietrastornina ed Altavilla Irpina, parte in piano e parte in colle, al confine con la provincia di Avellino.
Il suo territorio comunale è compreso fra i 205 e i 530 m s.l.m., pari ad un'escursione altimetrica di 325 m s.l.m.

## Storia
Le origini dell'abitato sono state attribuite a profughi provenienti da Arpi (Foggia).
Secondo una leggenda invece il nome potrebbe altrimenti derivare dal greco Arpax, indicando la presenza di rapaci.
Arpaise era sino al 1833 una località del comune di Terranova Fossaceca. Dal 1834 l'amministrazione e dunque la sede del Comune passarono ad Arpaise.
Nel XIII secolo fu feudo di Guglielmo di Fossaceca. Nel XV secolo era in mano agli Orsini. Francesco Orsini a seguito della distruzione di Fossaceca fondò nel 1453 il nuovo abitato di "Fossaceca - Terranova" (forse spostato in un sito più alto).
In seguito fu possedimento feudale dei Di Capua (1496), dei Sambiase (1566), dei Carafa del ramo di Montebello (1573), quindi di quelli del ramo di Stigliano (1580), e ancora passò ai Pagano (1594), ai Capece Minutolo (1638) infine ai Della Leonessa (1641-1806).

### Simboli
Nello stemma è rappresentato in campo azzurro un albero di tiglio, terrazzato di verde, addestrato da un leone rampante. Il gonfalone comunale è un drappo di colore azzurro, riccamente ornato di ricami dorati.

## Monumenti e luoghi d'interesse

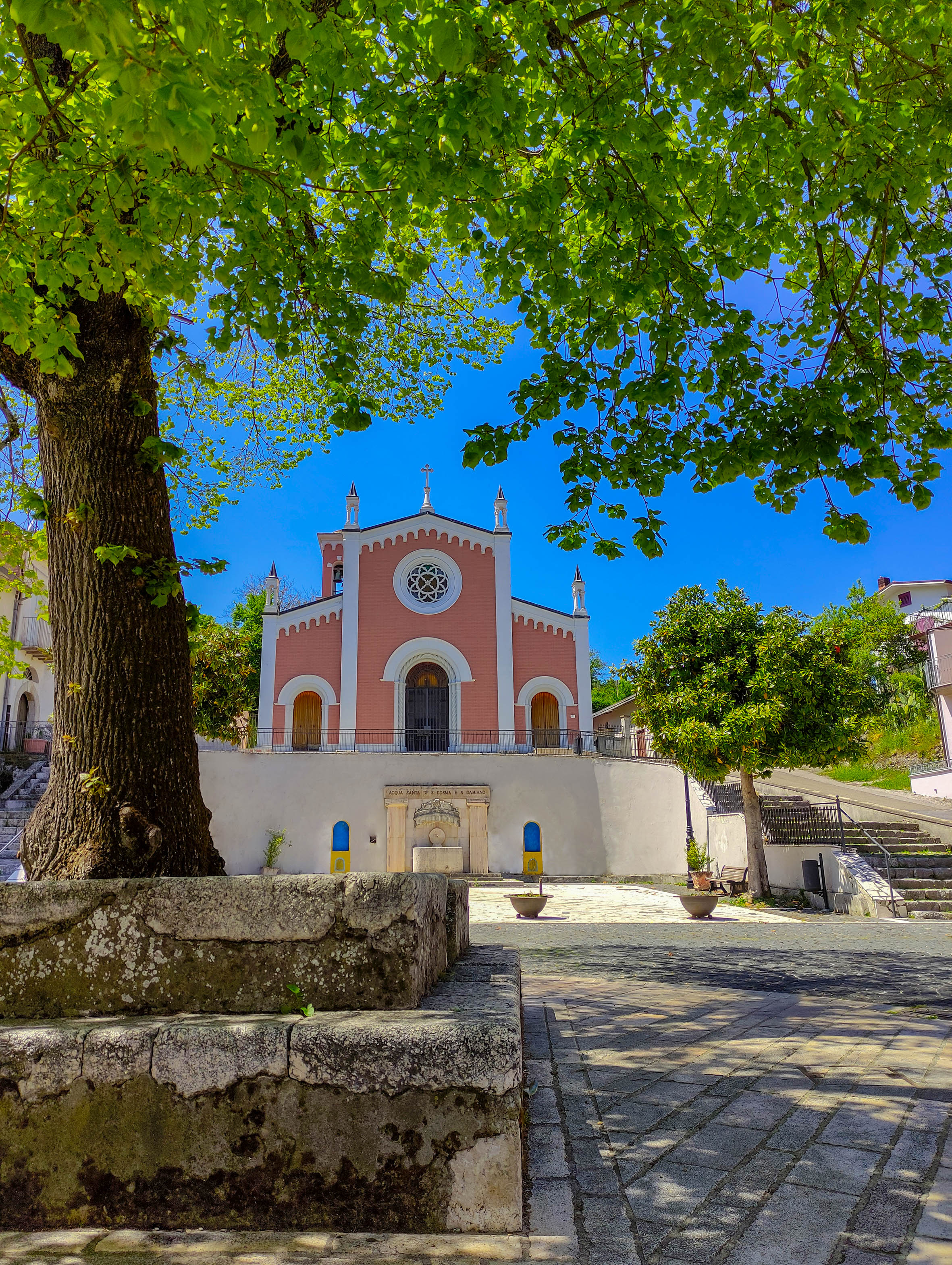
Terranova d'Arpaise (BN), il santuario dei Ss. Cosma e Damiano.

- Chiesa Beata Vergine San Rocco e San Sebastiano (Arpaise);
- Santuario dei Santi Medici Cosma e Damiano (frazione Terranova);
- Cappella del Santo Rosario (frazione Terranova);
- Cappella della Beata Vergine Maria delle Grazie (frazione Casalpreti).
- Monumento ai caduti di tutte le guerre: un carro armato M36 Jackson con una grande lettera "A" in ferro che simboleggia il nome di Arpaise.

## Società

### Evoluzione demografica
Abitanti censiti

## Economia
Ha una superficie agricola utilizzata di 91,6 ettari.
Si producono cereali, olio, vino, nocciole e castagne; nella frazione Terranova nei mesi di ottobre e novembre si producono le castagne del prete. Sono praticate anche l'apicoltura (produzione di miele) e l'allevamento di bovini, ovini e suini per la produzione di carni, insaccati e formaggi.
Arpaise è anche zona tartufigena, riconosciuta dall'Assessorato Agricoltura della Regione Campania Tuber magnatum di forma tondeggiante, colore giallo-biancastro.

## Infrastrutture e trasporti

### Strade
Il comune è servito dalle strade provinciali 1, 2, 6 e 150.

### Ferrovie
Il comune è servito dalla stazione di Tufara Valle, chiamata anche Tufara-Arpaise-Ceppaloni e situata nel comune di Apollosa, sulla ferrovia Benevento-Cancello.

## Amministrazione
Di seguito è presentata una tabella relativa alle amministrazioni che si sono succedute in questo comune.
| Periodo | Periodo   | Primo cittadino         | Partito                      | Carica  | Note |
| ------- | --------- | ----------------------- | ---------------------------- | ------- | ---- |
| 1938    | 1941      | Carlo Papa              | Podestà                      | Sindaco |      |
| 1942    | 1942      | Emilio Ruocchio         | Podestà                      | Sindaco |      |
| 1943    | 1945      | Italico Capone          | R. Commissario               | Sindaco |      |
| 1946    | 1946      | Federico Capone         |                              | Sindaco |      |
| 1947    | 1951      | Giuseppe Adelchi Capone |                              | Sindaco |      |
| 1952    | 1960      | Alfonso Capone          |                              | Sindaco |      |
| 1960    | 1975      | Pellegrino Rossi        |                              | Sindaco |      |
| 1975    | 1986      | Federico Capone         | Democrazia Cristiana         | Sindaco |      |
| 1986    | 1986      | Paolo Orrei             | commissario prefettizio      | Sindaco |      |
| 1986    | 1991      | Federico Capone         | Democrazia Cristiana         | Sindaco |      |
| 1991    | 1996      | Carlo Rossi             | Democrazia Cristiana         | Sindaco |      |
| 1996    | 2000      | Carlo Rossi             | Centro Cristiano Democratico | Sindaco |      |
| 2000    | 2002      | Armando Cimmino         | L'Ulivo                      | Sindaco |      |
| 2002    | 2003      | Silvana D'Agostino      | commissario prefettizio      | Sindaco |      |
| 2003    | 2008      | Enrico Rossi            | L'Ulivo                      | Sindaco |      |
| 2008    | 2013      | Filomena Laudato        | Lista civica                 | Sindaco |      |
| 2013    | 2018      | Filomena Laudato        | Lista civica                 | Sindaco |      |
| 2018    | in carica | Vincenzo Forni Rossi    | Lista civica                 | Sindaco |      |

## Sport
La società calcistica A.S.D. Polisportiva Arpaise milita nel campionato di seconda categoria della regione Campania.